# Come prima (film 2021)
Come prima è un film del 2021 diretto da Tommy Weber. Ispirato dalla novella grafica del fumettista francese Alfred. Il titolo è un chiaro riferimento alla nota canzone omonima Come prima portata al successo da Tony Dallara in Italia e da Dalida in Francia.

## Trama
Nell'estate del 1956 André si reca in Francia, nella cittadina di Dieppe, a cercare il fratello Fabio che non vede da 17 anni e chiedergli di tornare in Italia con lui per esaudire le ultime volontà del padre morente.

## Produzione
Il film è una coproduzione italo-francese ed è stato girato in Normandia, nelle provincie laziali di Rieti e Frosinone ed in Campania.

## Distribuzione
Il lungometraggio è stato presentato in concorso alla Festa del Cinema di Roma 2021: Alice nella città - Panorama Italia e al Nuovo Cinema Italiano Film Festival di Charleston nel 2022.
Il film è stato distribuito nelle sale cinematografiche italiane a partire dal 16 giugno 2022.

## Accoglienza

### Critica
Il film ha ottenuto recensioni negative dalla critica. Nonostante le critiche negative, la rivista cinematografica Sentieri selvaggi ha elogiato la recitazione degli attori: "È questo continuo giocare con il passato a rendere il film un'ottima riflessione sul tema ricordo e sui suoi misteriosi effetti. Nostalgico e intimo, con due ottimi interpreti." Paolo Mereghetti gli assegna due stelle su quattro, scrivendo che "le emozioni viaggiano a corrente alternata, frenate da una struttura che utilizza i flashback con troppa pedanteria e che non sa sottrarsi a frequenti didascalismi. Rischiando di vanificare la prova comunque maiuscola della coppia di interpreti".